# 나탈리야 파데리나
나탈리야 표도로브나 파데리나(러시아어: Ната́лья Фёдоровна Па́дерина, 1975년 11월 1일~)는 러시아의 사격 선수로 주 종목은 권총이다. 결혼 전 성은 아흐메르트디노바(러시아어: Ахмертдинова)이다.

## 경력
예카테린부르크에서 태어났다. 
2008년 8월 중국 베이징에서 열린 2008년 하계 올림픽 여자 10m 공기권총 종목에서 중국의 궈원쥔의 뒤를 이어 은메달을 획득했다. 이 경기에서 동메달을 획득한 조지아의 니노 살루크바제와 같이 기쁨을 나누었다. 당시 조지아와 러시아는 남오세티야 전쟁을 벌이고 있었으며 파데리나와 살루크바제는 포옹을 하고 키스를 하는 등 기쁨을 나누었으며 각각 정부에 즉각 전쟁을 멈출 것을 요청하기도 했다.

## 기록
| 올림픽 결과  | 올림픽 결과  | 올림픽 결과   |
| 종목         | 2004         | 2008          |
| ------------ | ------------ | ------------- |
| 25m 권총     | 23위 572     | 19위 579      |
| 10m 공기권총 | 5위 386+95.9 | 은 · 391+98.1 |